# アジアカデ・ジュニア柔道選手権大会
アジアカデ・ジュニア柔道選手権大会（アジアカデ・ジュニアじゅうどうせんしゅけんたいかい）は、アジアの国と地域が参加する、ジュニア世代（20歳以下）とカデ世代（17歳以下）の選手による柔道の大会である。

## 概要
2000年から毎年開催されている。2007年からは16歳以下の選手によるユース大会も併催されるようになった。各国とも男女の代表が最大で10名までエントリーできるヨーロッパジュニアなど他の大陸のジュニア選手権と異なり、この大会は各国とも各階級1名しか出場できない。2014年からはそれまで独自設定していたユースカテゴリの年齢や階級区分をIJFの設定へ倣うことになった。またそれにともない、大会名称もアジアジュニア・ユース柔道選手権大会からアジアカデ・ジュニア柔道選手権大会に変更された。2019年には今大会とオセアニアジュニア選手権及びオセアニアカデ選手権が統合されて、新たに｢アジアオセアニアカデ・ジュニア選手権大会｣という名称になった。2022年からはオセアニアがパンナム地域に加わったため、アジアカデ・ジュニア柔道選手権大会に名称が戻った。

## 歴代開催地
| 年   | 開催都市         | 開催国・地域         |
| ---- | ---------------- | -------------------- |
| 2000 | 香港             | 香港                 |
| 2001 | ホーチミン       | ベトナム             |
| 2002 | ダマスカス       | シリア               |
| 2003 | マカオ           | マカオ               |
| 2004 | ドーハ           | カタール             |
| 2005 | 台北             | チャイニーズタイペイ |
| 2006 | 済州             | 韓国                 |
| 2007 | ハイデラバード   | インド               |
| 2008 | サナア           | イエメン             |
| 2009 | ベイルート       | レバノン             |
| 2010 | バンコク         | タイ                 |
| 2011 | ベイルート       | レバノン             |
| 2012 | 台北             | チャイニーズタイペイ |
| 2013 | 海南島           | 中国                 |
| 2014 | 香港             | 香港                 |
| 2015 | バンコク         | タイ                 |
| 2016 | コチ             | インド               |
| 2017 | ビシュケク       | キルギス             |
| 2018 | ベイルート       | レバノン             |
| 2019 | 台北             | チャイニーズタイペイ |
| 2022 | バンコク         | タイ                 |
| 2023 | ズーク・ミカエル | レバノン             |
| 2024 | 聞慶             | 韓国                 |
| 2025 | バリ             | インドネシア         |

## 実施階級
ユース(15歳以上18歳未満)
男子
- 50kg級
- 55kg級
- 60kg級
- 66kg級
- 73kg級
- 81kg級
- 90kg級
- 90kg超級

女子
- 40kg級
- 44kg級
- 48kg級
- 52kg級
- 57kg級
- 63kg級
- 70kg級
- 70kg超級

旧設定(2000年～2013年)
ユース(12歳以上17歳未満)
男子
- 50kg級
- 55kg級
- 60kg級
- 66kg級
- 73kg級
- 81kg級
- 81kg超級(ただし上限は100kgまで)

女子
- 40kg級
- 44kg級
- 48kg級
- 52kg級
- 57kg級
- 63kg級
- 63kg超級(ただし上限は78kgまで)

ジュニア(17歳以上20歳未満)
男子
- 55kg級
- 60kg級
- 66kg級
- 73kg級
- 81kg級
- 90kg級
- 100kg級
- 100kg超級

女子
- 44kg級
- 48kg級
- 52kg級
- 57kg級
- 63kg級
- 70kg級
- 78kg級
- 78kg超級